# Ronald Coase
Ronald Coase (n. 29 decembrie 1910, Middlesex, Anglia, Regatul Unit al Marii Britanii și Irlandei – d. 2 septembrie 2013, Chicago, Illinois, SUA) a fost un economist născut în localitatea Willesden din Marea Britanie. A fost profesor de economie la Facultatea de Drept a Universității din Chicago, de unde s-a pensionat în 1982. A absolvit London School of Economics în 1931. A primit Premiul Nobel pentru economie în 1991.
Coase  este bine cunoscut în special pentru două articole: “Natura firmei” (1937), care introduce conceptul de costuri de tranzacție pentru a explica apariția firmelor, și “Problema costului social” (1960), care sugerează că definirea corectă a drepturilor de proprietate depinde tot de costurile de tranzacție.
Ideea costurilor de tranzacție formulată de Coase a devenit foarte influentă și în teoria organizațională modernă, unde a fost introdusă de către Oliver E. Williamson.

## Problema costului social
Studiul a fost publicat in Journal of Law and Economics, când Coase era membru al Departamentului de Economie din University of Virginia. Articolul expune idea că distincția dintre făptași și victime nu este una tranșantă atunci când este vorba despre externalități. Exemplul oferit de Coase este cel al unui fermier ale cărui turme se abat în lanul vecinului. Indiferent care ar fi decizia fermierului (aceea de a împiedica turma să ajungă pe terenul vecinului sau de a o lăsa liberă), atât el cât și vecinul său vor fi în dezavantaj.
Coase  susține că, atunci când costul tranzacțiilor este nul, este irelevant sub aspect economic cui i-au fost alocate in mod inițial drepturile de proprietate; cei doi fermieri vor ajunge la o înțelegere. Acest argument stă la baza faimoasei „teoreme a lui Coase“.
Când costurile de tranzacție sunt suficient de mari, drepturile de proprietate inițiale vor avea un efect semnificativ. Din perspectiva eficienței economice, drepturile de proprietate ar trebui astfel alocate încât să se ajungă la o acțiune economică eficientă. În exemplul menționat, dacă este eficient să nu se restricționeze turma, atunci posesorul animalelor ar trebui să primească dreptul de a intra cu turma în lan; dacă  e ineficient să se procedeze așa, posesorul lanurilor ar trebui să primească dreptul ca lanul să nu fie călcat de turma de animale. Costurile de tranzacție implică și o problemă legată de efectele pe care firmele le au asupra mediului în care își desfășoară activitatea. Această problemă este cunoscută drept problema efectelor colaterale numite externalități negative, care, în concepția economică tradițională, trebuie rezolvate prin taxarea generatorului de externalități.